# Saga Vanninen
Saga Vanninen, född 4 maj 2003 i Tammerfors, är en finsk sjukampare.
I Juniorvärldsmästerskapen i friidrott 2021 i Nairobi vann hon guld i sjukamp. Året därpå, i Cali, Colombia under Juniorvärldsmästerskapen i friidrott 2022 försvarade hon titeln med en överlägsen seger. Även under junioreuropamästerskapen året därpå i Esbo så vann hon guld i U23-klassen, drygt 60 poäng före Sofie Dokter tack vare ett massivt personbästa i spjutkastning. Även i Junioreuropamästerskapen i friidrott i Tallinn år 2021 vann hon överlägset guld i sjukamp.
Tre år i rad, 2021, 2022 och 2023 har Vanninen blivit utsedd till Finlands mest lovande unga atlet i priset Vuoden nuoren urheilijan.
Vanninen deltog också i seniormästerskapet Världsmästerskapen i friidrott 2023 och slutade nia i mångkampen.
Hennes personbästaserie i sjukamp med 6391 poäng satte hon i mångkampsmeckat Götzis den 28 maj 2023. Vanninen coachades länge av Matti Liimatainen fram till och med 2022, men senare bytte hon tränare till Jesse Jokinen. Utöver sina internationella medaljer i mångkamp så har hon även tagit guld i längdhopp och 60 meter häck under nationella mästerskap. Vanninen tillhör inte skaran som anser att kvinnornas sjukamp bör utökas till tiokamp som för män.